# Бурлэчень
Бурлачены  (рум. Burlăceni) — село в Кагульском районе Молдавии. Является административным центром коммуны Бурлэчень, включающей также село Гречень.

## География
Село расположено на высоте 122 метров над уровнем моря.

## История
В годы образования АТО Гагаузия в селе был проведён референдум о включении Бурлачен в состав Гагаузии. 48 % процентов жителей села проголосовали за включение в Гагаузию, 52 % — против.

## Население
По данным переписи населения 2004 года, в селе Бурлэчень проживает 2248 человек (1086 мужчин, 1162 женщины).
Этнический состав села:
| Национальность | Число жителей | Процентный состав |
| -------------- | ------------- | ----------------- |
| гагаузы        | 1028          | 45.73             |
| молдаване      | 721           | 32.07             |
| украинцы       | 272           | 12.1              |
| русские        | 121           | 5.38              |
| болгары        | 85            | 3.78              |
| цыгане         | 1             | 0.04              |
| поляки         | 1             | 0.04              |
| евреи          | 1             | 0.04              |
| прочие         | 18            | 0.8               |
| Всего          | 2248          | 100 %             |